# Sasaki Takauji

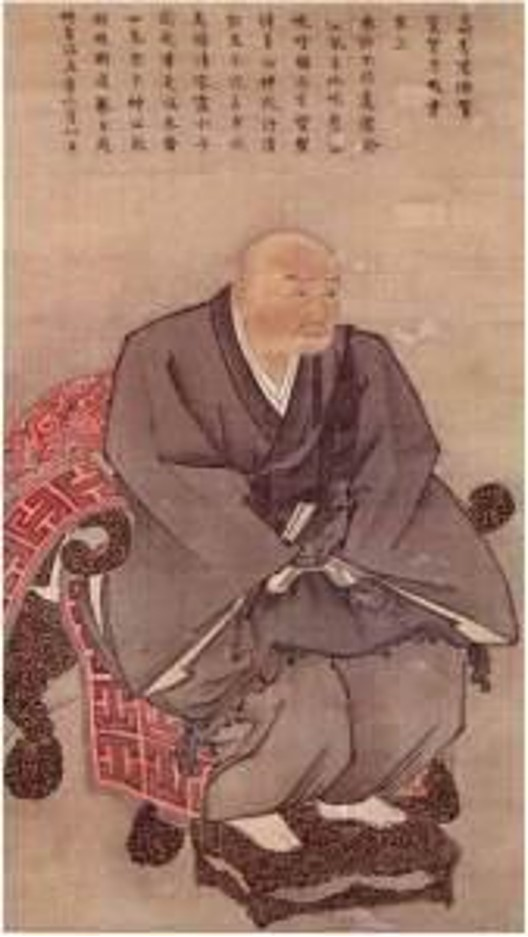
Sasaki Takauji

Sasaki Takauji (japanisch 佐々木 高氏; geboren 1306; gestorben 12. September 1373) war ein japanischer Feldherr und eine kulturelle Persönlichkeit des Namboku-chō, der „Zeit der Nord- und Südhöfe“-Periode.

## Leben und Wirken
Sasaki Takauji war Sohn von Kyōgoku Mune’uji (京極宗氏), einem Mitglied einer Nebenlinie des Sasaki-Klans in der Provinz Ōmi, und Nachfolger von Sasaki Sadamune (佐々木 貞宗; 1287–1305). In dem Bericht „Taiheiki“ ist er auch unter seinem buddhistischen Namen Sasaki Dōyō (佐々木 道誉) bekannt. Der Kyōgoku-Klan war als Daimyō in Kyōto tätig und errichtete eine Residenz im Stadtteil Takatsuji Kyōgoku, was zum Familiennamen wurde. Der Ort seiner Geburt und Erziehung ist nicht bekannt, aber er wurde wahrscheinlich entweder in Kyōto oder in der Provinz Ōmi geboren.
Sasaki half dem Shogun Ashikaga Takauji (1305–1358), die Kemmu-Restauration (1333–1336) wieder rückgängig zu machen und das Shogunat der Muromachi-Zeit zu etablieren. Er wirkte 1336 mit bei der Abfassung des Kemmu-Shikimoku (建武式目), der Grundlage der Shogunats-Verwaltung. Er wurde militärischer Gouverneur (守護, Shugo) von sechs Provinzen, neben Ōmi auch Izumo und Kazusa, und Leiter der Verwaltung (政所, Mandokoro).
Sasaki war ein guter Waka- und Renga-Dichter. Im Taiheiki wird er als einflussreichster Aristokrat seiner Zeit dargestellt.